# Silau Merawan
Silau Merawan is een bestuurslaag in het regentschap Serdang Bedagai van de provincie Noord-Sumatra, Indonesië. Silau Merawan telt 609 inwoners (volkstelling 2010).